# Estación San Agustín
Estación San Agustín är en ort i Mexiko.   Den ligger i kommunen Palenque och delstaten Chiapas, i den sydöstra delen av landet, 800 km öster om huvudstaden Mexico City. Estación San Agustín ligger 63 meter över havet och antalet invånare är 131.
Terrängen runt Estación San Agustín är platt åt nordost, men åt sydväst är den kuperad. Terrängen runt Estación San Agustín sluttar norrut. Runt Estación San Agustín är det ganska glesbefolkat, med 34 invånare per kvadratkilometer. Närmaste större samhälle är Licenciado Gustavo Díaz Ordaz, 11,0 km söder om Estación San Agustín. Trakten runt Estación San Agustín består till största delen av jordbruksmark.